# Poland (Kiribati)

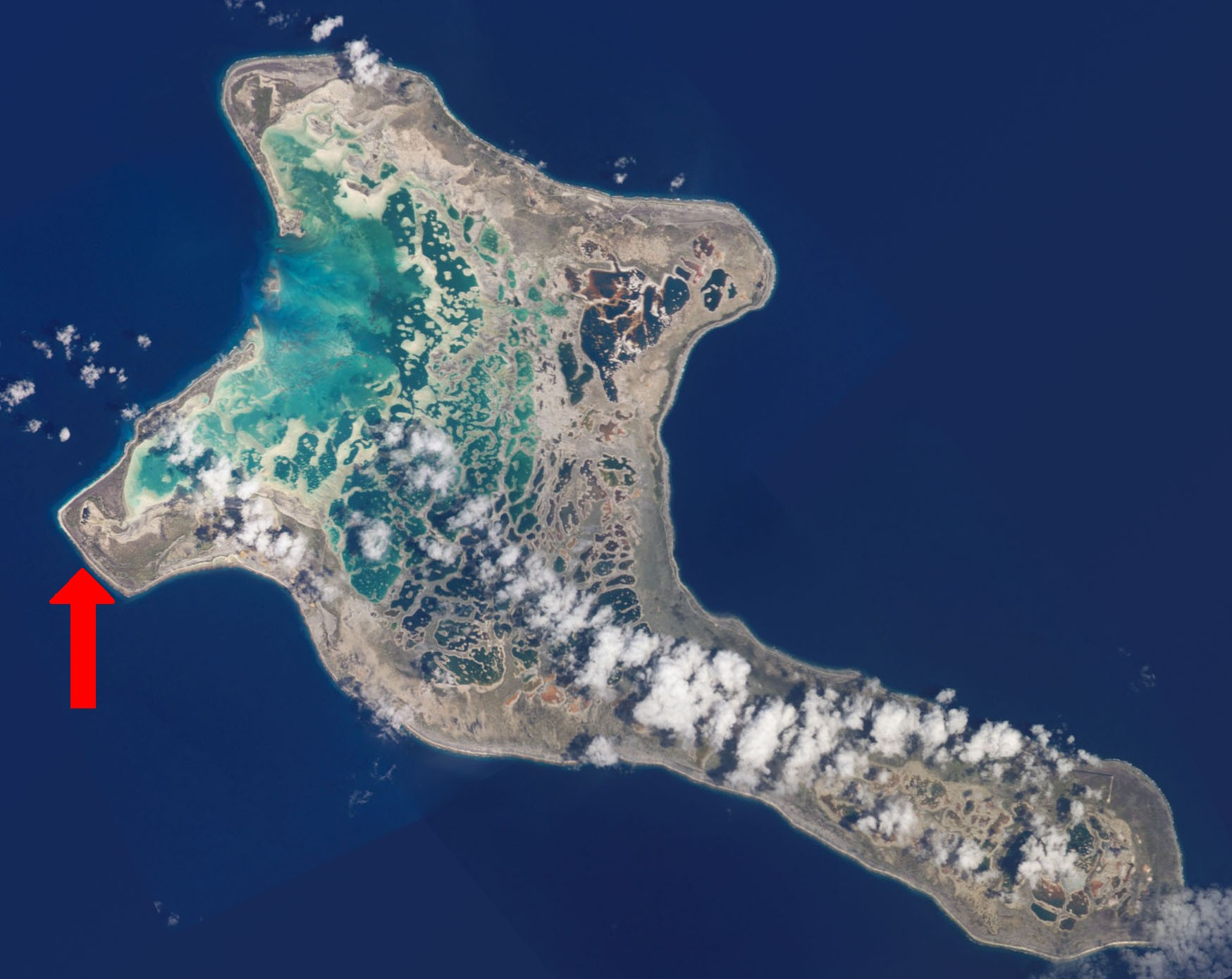
Poland auf Kiritimati

Poland ist der kleinste von vier besiedelten Orten auf dem zu Kiribati gehörenden Atoll Kiritimati im Norden der Line Islands im Zentralpazifik.
Anlässlich der UN-Klimakonferenz in Warschau 2013 war der Ort Teil einer Videodokumentation.

## Toponymie
Mangels ausreichender schriftlicher Zeugnisse wird angenommen, dass der Ort zu Ehren des polnischen Seefahrers Stanisław Pełczyński benannt wurde. Er gelangte an Bord eines US-Handelsschiffes auf die Insel und half der dortigen Bevölkerung nachhaltig bei der Installation eines Bewässerungssystems für die durch Trockenzeiten immer wieder bedrohten Kokospalmen.

## Bevölkerung
Kiritimati war zur Zeit der britischen Inbesitznahme so gut wie unbevölkert, für 1937 wird die Zahl von 20 auf den Kokosnusspflanzungen beschäftigten und ursprünglich aus Tahiti stammenden Arbeiter genannt. Diese ließen sich immer dort nieder, wo die Pflanz- und Erntearbeiten anfielen, eine feste Siedlungsstruktur ergab sich bis weit in das 20. Jahrhundert nicht. Zur Versorgung der Arbeiter dienten Nutzpflanzen wie z. B. Taro (babai genannt) und Kokospalmen (Cocos nucifera) sowie Fischerei in der großen Lagune der Insel und im Ozean. Eier und Fleisch liefern auch die zahlreichen auf Kiritimati nistenden Seevögel.
Mit Stand 2020 wurden in Poland 403 Einwohner gezählt. In dem Ort befinden sich eine Grundschule, die Poland Primary School, und ein Kirchengebäude.

### Bevölkerungsentwicklung
| Zensus | 2005 | 2010  | 2015  | 2020  |
| ------ | ---- | ----- | ----- | ----- |
| Poland | 235  | 441 ▲ | 351 ▼ | 403 ▲ |

## Klima
|                       | Jan | Feb | Mär | Apr | Mai | Jun | Jul | Aug | Sep | Okt | Nov | Dez |   |      |
| Mittl. Tagesmax. (°C) | 29  | 29  | 30  | 30  | 31  | 31  | 30  | 31  | 31  | 31  | 30  | 30  | ⌀ | 30,3 |
| Mittl. Tagesmin. (°C) | 24  | 24  | 24  | 24  | 24  | 24  | 24  | 25  | 24  | 24  | 24  | 24  | ⌀ | 24,1 |
|                       |     |     |     |     |     |     |     |     |     |     |     |     |   |      |
| Niederschlag (mm)     | 20  | 70  | 60  | 200 | 80  | 80  | 50  | 10  | 0   | 0   | 0   | 10  | Σ | 580  |

| 24 |

| 24 |

| 24 |

| 24 |

| 24 |

| 24 |

| 24 |

| 25 |

| 24 |

| 24 |

| 24 |

| 24 |

| 24 |

| 24 |

| 24 |

| 24 |

| 24 |

| 24 |

| 24 |

| 25 |

| 24 |

| 24 |

| 24 |

| 24 |